# Grabniak (powiat garwoliński)
Grabniak – wieś sołecka w Polsce położona w województwie mazowieckim, w powiecie garwolińskim, w gminie Sobolew.
| SIMC    | Nazwa       | Rodzaj    |
| ------- | ----------- | --------- |
| 1054280 | Nowe Kobusy | część wsi |

W latach 1975–1998 miejscowość należała administracyjnie do województwa siedleckiego.
Wierni Kościoła rzymskokatolickiego należą do parafii św. Bartłomieja Apostoła w Korytnicy.

## Historia miejscowości
Grabniak powstał w drugiej połowie XIX wieku. Był to folwark szlachecki w ramach dóbr szlacheckich Maciejowice. Według danych na rok 1881 w folwarku było 25 domów i 187 mieszkańców. Osada należała do gminy Sobolew i parafii Korytnica. Na przełomie XIX i XX wieku folwark Grabniak stał się samodzielną wsią. W 1921 roku naliczono tu 43 domy i 277 mieszkańców. W latach dwudziestych XX wieku rolnik z tej wsi Onufry Błachnio podarował gminie budynek na szkołę wraz z placem. 
W miejscowości znajduje się siedziba Ochotniczej Straży Pożarnej Kaleń-Grabniak
W miejscowości Grabniak mieszkał  Krzysztof Żmijewski - były wiceminister budownictwa, członek Narodowej Rady Rozwoju, działacz na rzecz rozwoju gminy Sobolew.